# Vanamõisa (Viljandi)
Vanamõisa (Duits: Wanamois) is een plaats in de Estlandse gemeente Viljandi vald, provincie Viljandimaa. De plaats heeft de status van dorp (Estisch: küla).
Vanamõisa lag tot in 2013 in de gemeente Pärsti. In oktober van dat jaar ging Pärsti op in de fusiegemeente Viljandi vald.

## Bevolking
Het dorp had 30 inwoners op 31 december 2011 en ook 30 inwoners op 31 december 2021.

## Ligging
Bij Vanamõisa ligt de bron van de rivier Lemmjõgi, een zijriver van de Raudna. Vlak bij de bron is de rivier al afgedamd en vormt ze het stuwmeer Vanamõisa paisjärv.
In de omgeving van het dorp ligt een zwerfsteen met de afmetingen 5,3 x 3,2 x 3,9 meter, de Härjamäe rahn of Härjamäe rändrahn.
Een heuvel in de omgeving draagt de naam Tammemägi (‘Eikenheuvel’). Volgens een legende zijn hier Lembitu en zijn leger begraven, Onder leiding van Lembitu vochten de Esten tegen de invasiemacht van de Orde van de Zwaardbroeders, maar op 21 september 1217 wonnen de Zwaardbroeders een beslissende slag bij Vanamõisa, waarin Lembitu omkwam. De gebeurtenissen worden beschreven in de Kroniek van Hendrik van Lijfland. Dat de slag bij Vanamõisa plaatshad, is echter niet zeker. Archeologisch onderzoek van de heuvel heeft niets opgeleverd.

## Geschiedenis
Bij Vanamõisa zijn de resten van twee prehistorische begraafplaatsen gevonden met menselijke resten van de late Steentijd tot in de 13e eeuw. In die 13.000 jaar werden perioden dat de overledenen werden begraven afgewisseld met perioden dat ze werden gecremeerd. Archeologische onderzoeken van deze begraafplaatsen laten dat goed zien. De ene begraafplaats wordt simpelweg Vanamõisa kalmistu (‘begraafplaats van Vanamõisa’) genoemd; de andere heet Madi kivikalme (‘stenen begraafplaats bij (de boerderij) Madi’).
In de 15e eeuw werd in de omgeving van het latere Vanamõisa een kerk gebouwd: de Kruiskerk (Duits: Kreuz-Kirche, Estisch: Risti kirik of Risti kabel, ‘Kruiskapel’), voor het eerst genoemd in 1481. In de reeks oorlogen tussen 1558 en 1743 werd de kerk steeds verder vernield. Het restant werd in 1777 op last van de toenmalige overheid gesloopt.
Het dorp is jonger dan de kerk; het  werd in 1583 voor het eerst genoemd onder de naam Wana Moyza. Het lag op het landgoed van
Viljandi.

## Foto's

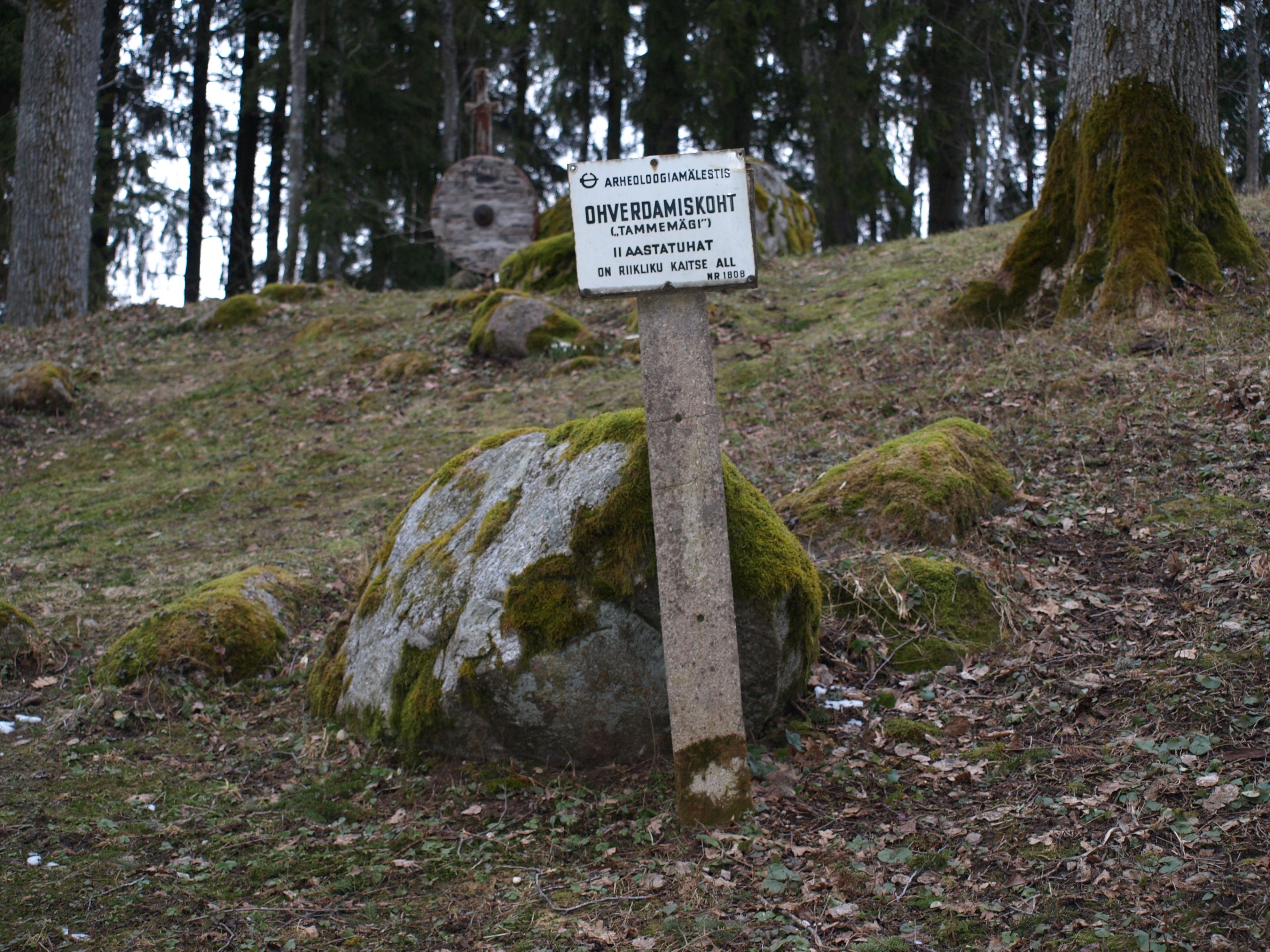
Tammemägi
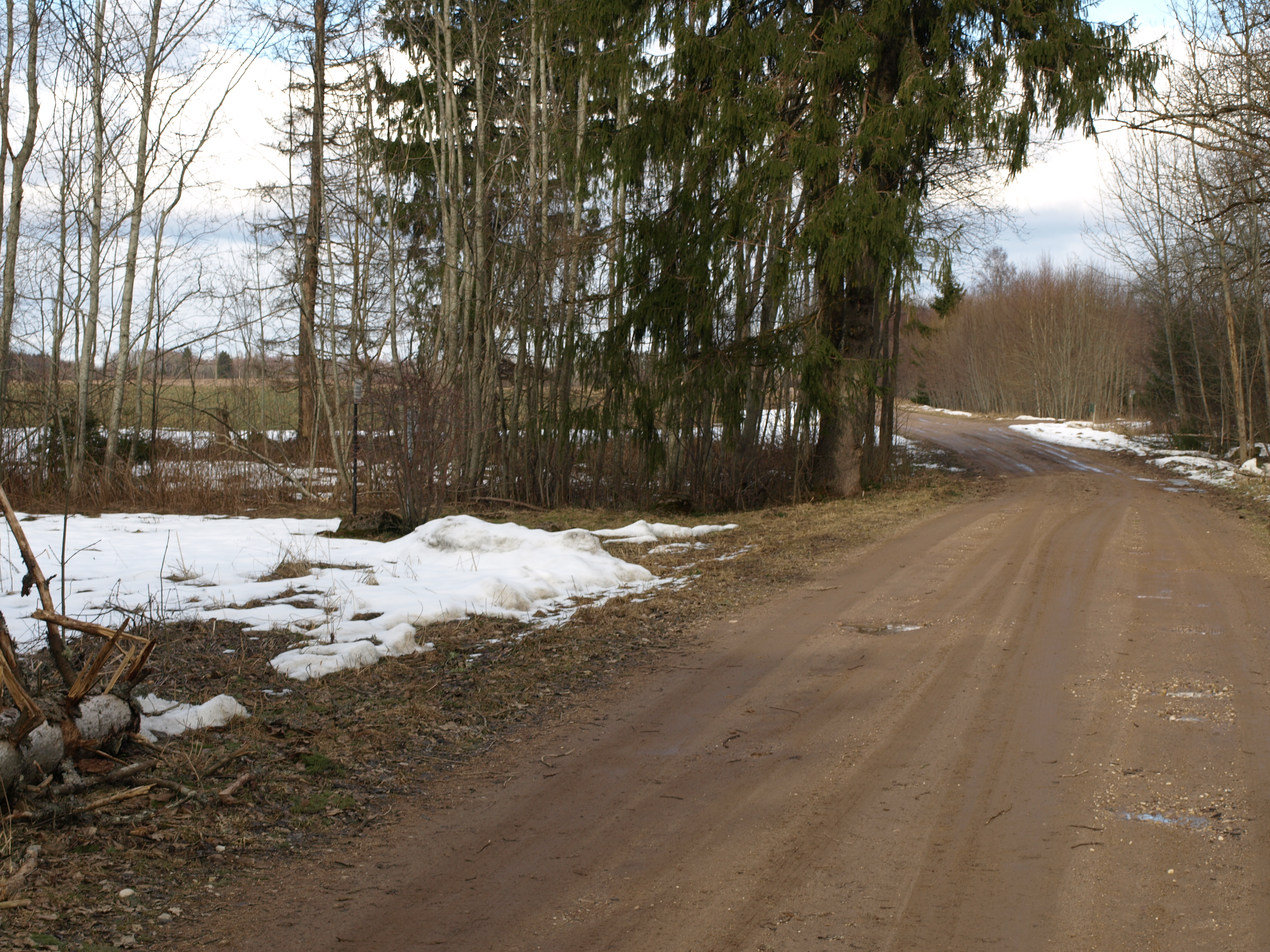
Madi kivikalme
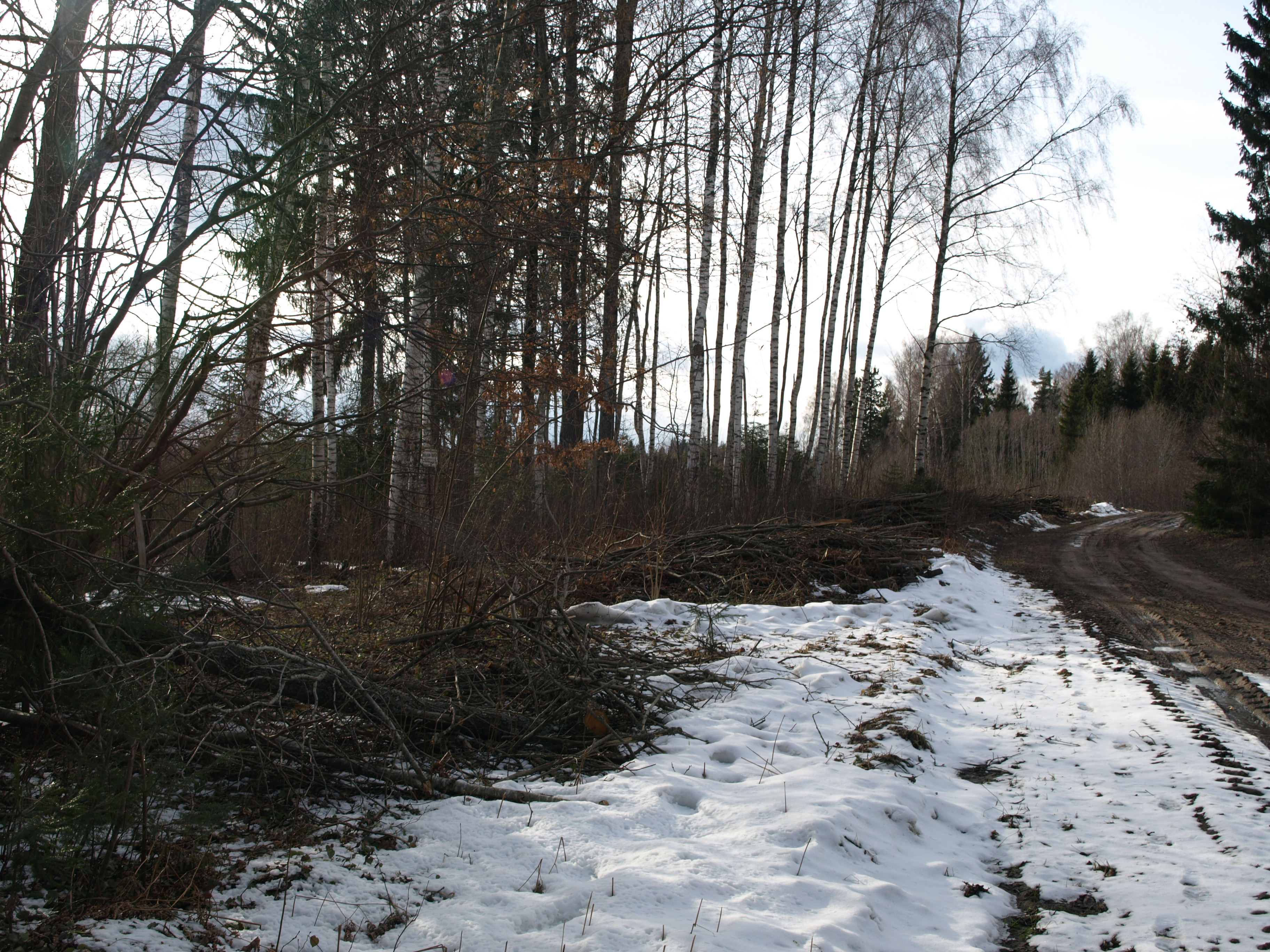
Prehistorische begraafplaats
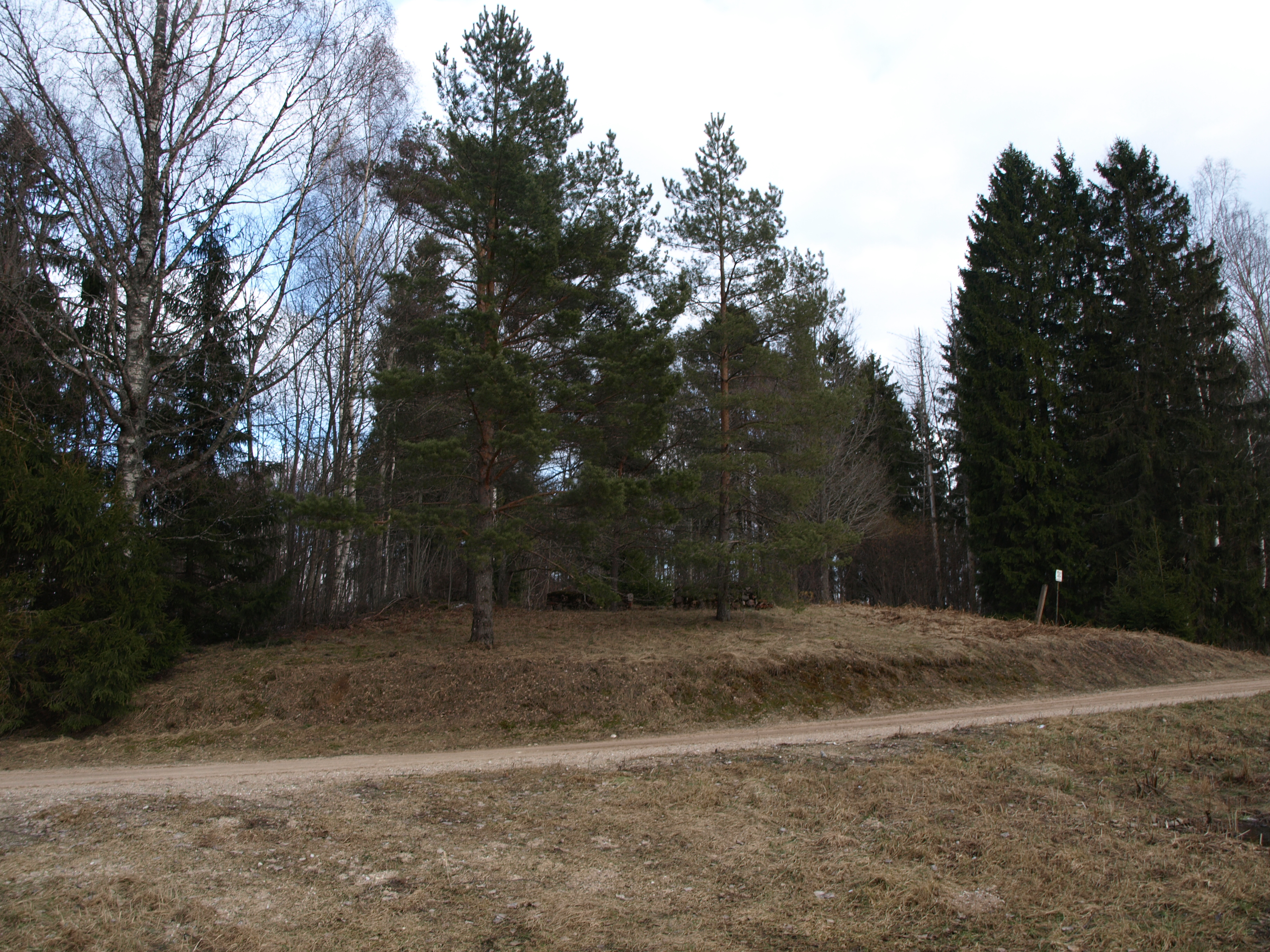
De plaats waar de Kruiskerk heeft gestaan